# Johann Hinrich Wichern

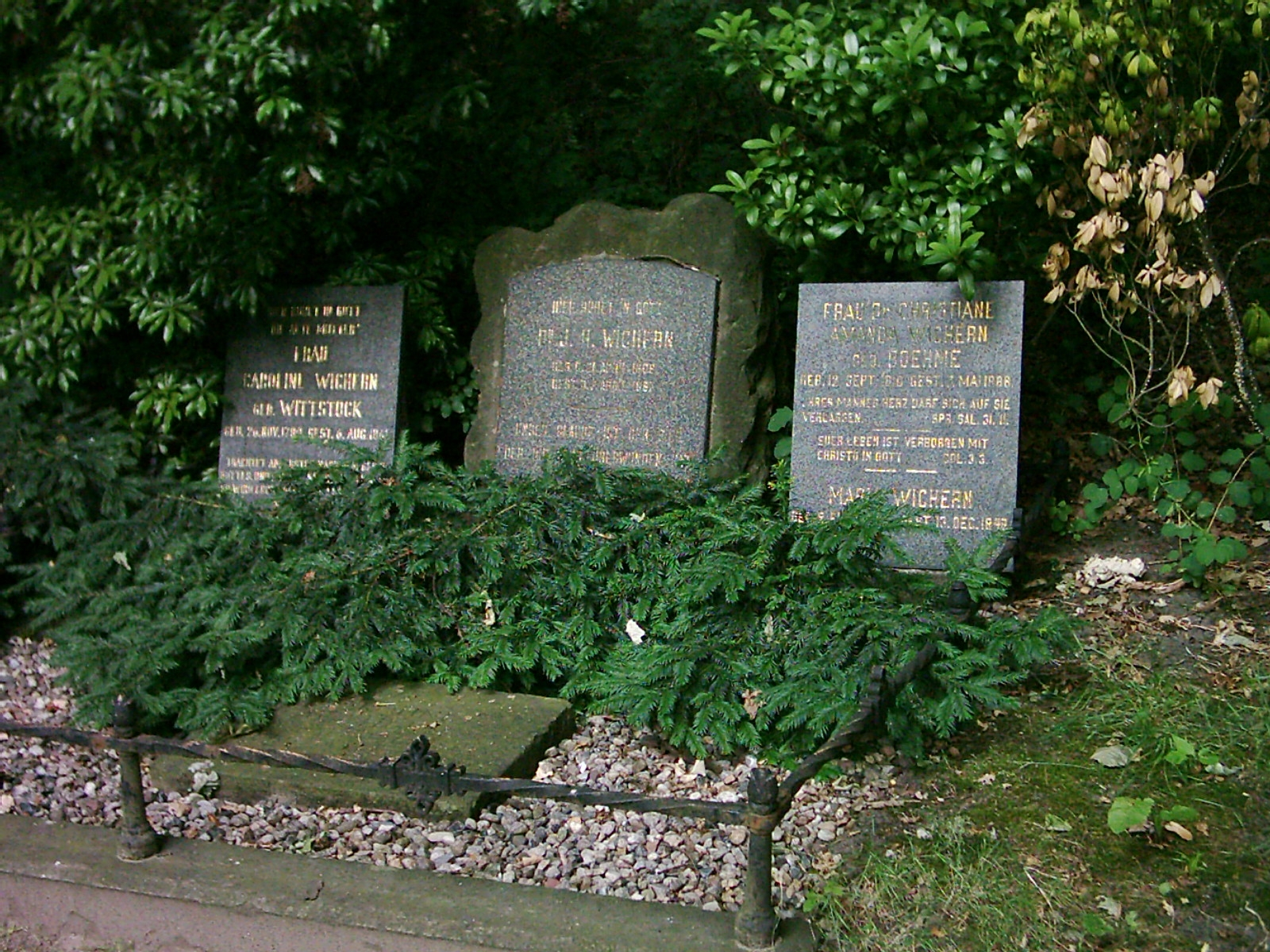
Wicherns gravplats.

Johann Hinrich Wichern, född 21 april 1808 i Hamburg, död där 7 april 1881, var en tysk teolog och filantrop, grundare av den berömda uppfostringsanstalten Rauhes Haus vid Hamburg.

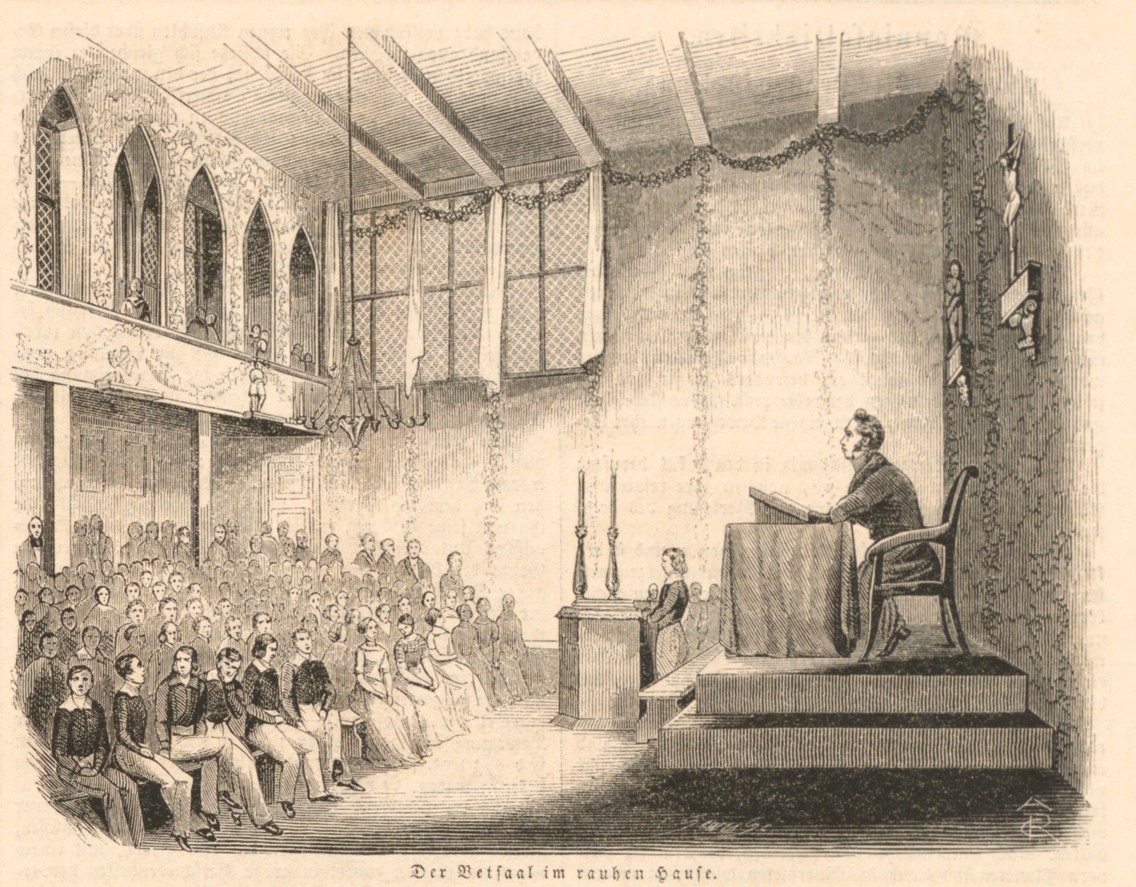
Bönesal på Rauhes Haus omkring 1845.

Wichern, den tyska inre missionens grundare, hade som ung teologie kandidat i söndagsskolorna i Hamburg i början av 1830-talet lärt känna den materiella och andliga nöden bland fattiga barn och beslutat grundlägga en uppfostringsanstalt för att hjälpa dem. Som 25-åring höll han 12 september 1833 ett offentligt föredrag om sin plan i Hamburgs börshall. I stadens syndikus Karl Sieveking, som på sitt gods haft ett barnhem i Johann Heinrich Pestalozzis anda, men tvingats stänga det, fann han genast en mecenat, som för den nya anstalten upplät ett jordområde och ett gammalt halmtäckt hus ute på sin lantegendom. Det var detta hus, som sedan länge burit namnet Rugenhaus. l november samma år flyttade Wichern med sin gamla mor och sin syster dit ut, och redan före årets slut hade han i det nya hemmet, Rauhes Haus (tyska, "det vilda huset", "huset i skogen"), öppnat en fristad för ett dussin fattiga pojkar. Understödd av frivilliga gåvor, utvidgade han med tiden sin anstalt genom att låta uppföra allt fler hus och där ta emot fler och fler barn.
På samma gång som "räddningsbyn" under hans personliga ledning bildade en helhet med de fördelar, som centraliseringen medförde, bevarades för de enskilda hemmen den familjeliknande karaktären genom att de enskilda husen var små och hyste endast ett fåtal pojkar under en husfaders ledning. Flertalet av dessa husfäder var unga hantverkare, som Wichern lärt känna under sin söndagsskoleverksamhet och som han nu utbildade för deras nya kall. Tack vare sin ålder stod de barnen nära och kallades "bröder". Vid deras sida anställdes som "överhjälpare" unga teologer, som besörjde barnens folkskoleundervisning.
År 1852 öppnade Wichern även ett internat för pojkar, som välbärgade familjer sände dit från hela Tyskland. Detta internat utvecklades till en realskola och anknöts under några år även till ett gymnasium, som dock indrogs koleraåret 1892. En del av barnhemmens skyddslingar behövde även stanna kvar efter konfirmationsåldern. Till deras tjänst grundlades ett lärlingshem (1877), där de lärde sig olika hantverk och fick stanna till 18 eller 20 års ålder. Sedan genom jordinköp anstaltens jordbruk (1891) fått ökat utrymme, öppnades en lantbruksskola och t.o.m. en vetenskaplig försöksanstalt för lantbruket (1896). Av största betydelse blev den utbildningsanstalt för "bröderna", som blev oundgänglig i följd av det ständigt växande behovet av nya medhjälpare. Denna utbildningsanstalt försåg snart hela Tyskland med många föreståndare för liknande barnhem, fattigvårdare i städerna, medhjälpare vid fångvården o.s.v. Nu omfattade Rauhes Haus omkring 25 större och mindre byggnader, inrymmande ungefär 300 äldre och yngre personer.
Under nära ett halvt århundrade hade Wichern den högsta ledningen för den alltmer växande anstalten. Även sedan han 1857 inkallats som föredragande råd i Preussens evangeliska Oberkirchenrat och i dess ecklesiastikdepartement, tillbringade han somrarna på Rauhes Haus, som under vintrarna leddes av hans medhjälpare. Statstjänsten lämnade han 1871 för att åter helt ägna sig åt anstalten. Två år därefter fick han dock vid sin sida där sonen Johannes Wichern (1845-1914), som under faderns långvariga sjukdom blev den verklige ledaren redan före dennes död.
Liksom anstalten i yttre hänseende från början var den äldre Wicherns verk, bar dess inre liv prägeln av hans ande, eftersom medhjälparna utbildats av honom själv. Gymnastiken och den fria leken fann tidigare sin plats i hans uppfostringssystem än i den övriga skolvärlden och sången hade från början en viktig roll på anstalten. Rauhes Haus fick stort inflytande, inte bara på utvecklingen av Tysklands Jugendfürsorge, utan togs i många avseenden till mönster för liknande anstalter med s.k. "paviljongsystem" även i andra länder.